# Federico Errázuriz Zañartu

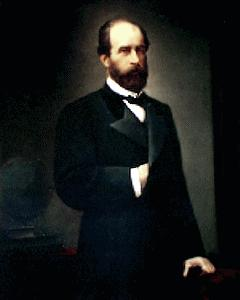
Federico Errázuriz Zañartu

Federico Errázuriz Zañartu (* 25. April 1825 in Santiago de Chile; † 20. Juli 1877 ebenda) war ein liberaler chilenischer Politiker. Von 1871 bis 1876 amtierte er als Präsident seines Landes.

## Leben
Errázuriz' Eltern heißen Francisco Javier Errázuriz Aldunate und Josefa Zañartu. Er besuchte in Santiago die Schule und studierte anschließend am Priesterseminar Theologie. 1844 entschied er sich gegen eine Laufbahn als Priester und wechselte an die Universidad de Chile, wo er Rechtswissenschaften studierte und 1846 das Anwaltsexamen bestand. Er heiratete Eulogia Echaurren García-Huidobro.
1847 nahm ihn die Rechtsfakultät der Hochschule in ihre Reihen auf, 1848 auch die theologische Fakultät. Trotz seines Engagements in kirchlichen Dingen trat Errázuriz deutlich gegen das kirchliche Monopol im Erziehungswesen ein, das damals in Chile herrschte. Mit diesen eindeutig liberalen Positionen machte sich Errázuriz viele Feinde in den klerikal-konservativen Kreisen der Revista Católica.
Die politischen Umwälzungen im Europa im Jahre 1848 mit ihren Revolutionen in Frankreich, Österreich und in den deutschen Staaten beeinflussten auch Errázuriz, der sich mehr und mehr den Idealen der Liberalen anschloss und sich dem aktiven politischen Leben zuwandte. 1849 wurde er erstmals als Vertreter eines Wahlkreises in der Provinz Colchagua ins Abgeordnetenhaus gewählt. Gemeinsam mit jungen liberalen Mitstreitern hatte Federico Errázuriz Zañartu im Oktober 1849 den Reformklub (Club de la Reforma) gegründet, der für mehr Gleichberechtigung in der Gesellschaft eintrat.
Am 7. November 1850 wurde Errázuriz angeklagt, bei Aufständen in San Felipe beteiligt gewesen zu sein. Er wurde im Gefängnis von Chacabuco inhaftiert und am 26. November nach Zahlen einer Geldsumme gemeinsam mit seiner Frau und seinem neugeborenen Sohn, dem späteren Präsidenten Federico Errázuriz Echaurren, ins Exil nach Peru gebracht.
Im Januar 1851 kehrte er nach Chile zurück und verbrachte die Zeit bis zum 20. April auf seinen Gütern in Colchagua. Dann reiste er nach Santiago und nahm am Aufstand des Obersten Pedro Urriola teil. Der Kongress entzog ihm deswegen sein Abgeordnetenmandat und verurteilte ihn zum Tode. Errázuriz konnte allerdings rechtzeitig vor der Hinrichtung fliehen.
Dank der guten Beziehungen seiner Familie schaffte er es, sich erst im November 1852 der Justiz stellen zu müssen. Vor einem Kriegsgericht stritt er jede Beteiligung an dem Aufstand ab und wurde dank günstiger Zeugenaussagen am 1. Dezember 1852 aus Mangel an Beweisen freigesprochen.
Errázuriz kam beim reformfreudigen Bischof von Valdivia unter und unterstützte diesen im Konflikt mit Präsident Manuel Montt Torres. 1856 plante er mit einigen Weggefährten einen Volksaufstand für den Fall, dass der Präsident den Bischof des Amtes entheben solle. Diese private Absprache machte die Runde in der Stadt und wurde auch vom Militärgeheimdienst
notiert, höheren Orts allerdings erst 1857 zur Kenntnis genommen. Dann traf die Reaktion Errázuriz aber umso härter: Ohne weiteres Verfahren wurde ihm wegen Verschwörung wieder sein Mandat entzogen, das er 1855 errungen hatte. Ein anschließendes Gerichtsverfahren gab ihm recht, allerdings erst im Juli 1858.
Im November 1857 nahm Federico Errázuriz an der Gründung der Liberalen Partei teil, blieb aber bei den Wahlen vom März 1858 ohne Mandat. Er wandte sich in der Folgezeit der Bewirtschaftung der Familiengüter zu und arbeitete außerdem als Anwalt. Zudem unterstützte er die Gesellschaft für Volksschulbildung (Sociedad de Instrucción Primaria) und wurde in den Beirat der chilenischen Staatsbank berufen. Im Juli 1862 nahm ihn auch die Rechtsfakultät der Universität wieder in ihre Reihen auf.
Im Mai 1864 bestimmte man ihn zum Bürgermeister von Santiago. Dieses Amt gab er aber bald auf, als ihn Präsident José Joaquín Pérez Mascayano im September desselben Jahres zum Minister für Justiz, Kultur und Bildung berief. im Januar 1865 übernahm er zudem für kurze Zeit das Kriegs- und Marineministerium.
Unbeirrt stritt Errázuriz für eine grundlegende Reform der Verfassung von 1833 und übersah den Erlass eines Handelsgesetzbuches, das am 25. November 1865 in Kraft trat. Als Kriegsminister war er für die chilenische Heerführung im Krieg mit Spanien von 1865 verantwortlich. In seine Amtszeit als Minister fielen wesentliche Reformen des militärischen Ausbildungswesens in Chile sowie der Soldatenbesoldung. Auch die Forschungstätigkeiten im Süden des Landes und die aktive Eroberung von Araukanien fand unter seiner Ägide statt.
Im März 1867 wurde Errázuriz zum Abgeordneten und Senator für den Wahlkreis Ovalle gewählt und konnte in den folgenden Jahren beweisen, dass er trotz seiner wilden Jugendtaten das Zeug zum Präsidenten habe. 1871 gewann er dann die Wahlen zur Präsidentschaft und übernahm das Amt am 18. September.
Der impulsive Choleriker Errázuriz, dessen aggressives Auftreten viele Zeitgenossen und Biografen verstört hatte, wusste erstaunlicherweise als Präsident mit seiner Macht geschickt umzugehen. Er baute die Infrastruktur des Landes aus, etwa das Eisenbahnnetz, das in seiner Amtszeit im Süden von Curicó bis Chillán und Talcahuano erweitert wurde. Die
Hauptstadt Santiago verdankt ihm und dem von ihm bestimmten Bürgermeister Vicuña Mackenna die parkartige Gestaltung des Cerro Santa Lucía und die Grünanlagen, die heute als Parque O'Higgins zu den beliebtesten Erholungszielen der Stadt zählen.
Außenpolitisch reformierte er den auswärtigen Dienst Chiles fundamental, indem er erstmals ein Außenministerium einrichtete, das die verschiedenen diplomatischen Bemühungen des Landes koordinieren und für Kontinuität in den Außenbeziehungen sorgen sollte.
Im Juli 1873 zerbrach die liberal-konservative Regierungskoalition nach einem Konflikt über die Aufsicht über schulische Prüfungen. 1875 bildeten Radikale und Liberale die Liberale Allianz (Alianza Liberal), mit deren Unterstützung Errázuriz endlich seine langgehegte Verfassungsreform beschließen lassen konnte. Damit war in Chile erstmals die Vereins- und Versammlungsfreiheit verfassungsmäßig garantiert. Auch der Präsident musste Macht gegenüber dem Parlament abgeben.
Ferner wurde das Strafrecht, das bis dahin noch aus der spanischen Kolonialzeit gegolten hatte, neu gefasst und 1874 in einem eigenen chilenischen Strafgesetzbuch (Código Penal) festgehalten. Auch die Justizordnung wurde neu geregelt.
1876 wurde Aníbal Pinto Garmendia zu seinem Nachfolger gewählt. Knapp ein Jahr nach der Amtsübergabe starb Federico Errázuriz Zañartu an einem plötzlichen Herzinfarkt im Alter von 52 Jahren.